# Nová Ves (Sobíňov)
Nová Ves (německy Neudorf) je základní sídelní jednotka, součást obce Sobíňov v okrese Havlíčkův Brod v kraji Vysočina. Nachází se asi 3 km západně od Ždírce nad Doubravou, 8 km jihovýchodně od Chotěboře a asi 23 km severovýchodně od centra Havlíčkova Brodu.
V roce 1950 žilo v Nové Vsi 333 obyvatel v 74 domech. Nová Ves se skládá ze dvou částí – západní Stráň a východní Huť. Od Sopot ji odděluje hřbitov, od Sobíňova železniční trať. Jižně od Nové Vsi protéká řeka Doubrava. Nachází se zde Huťský mlýn.
První písemná zmínka o osadě pochází z roku 1597. Zdejší železná huť je zmiňována již dříve, v letech 1570 a 1591 – pro její potřeby byla osada Nová Ves založena. Jakmile se přestalo v polovině 18. století v huti pracovat, začaly přibývat v Nové Vsi chalupy. V roce 1713 zde byla pouze tři stavení, v roce 1788 již 27 stavení.